# 木瀆駅
木瀆駅（ぼくとくえき）は、中華人民共和国江蘇省蘇州市呉中区に位置する蘇州地下鉄1号線の駅である。

## 歴史
- 2012年4月28日：開業[2]。

## 隣の駅
蘇州地下鉄
■1号線
木瀆駅 -金楓路駅